# Welshpool
Welshpool (walesiska: Y Trallwng) är en ort och community i Storbritannien.   Den ligger i kommunen Powys och riksdelen Wales, i den södra delen av landet, 240 km nordväst om huvudstaden London. 
Vid folkräkningen 2011 hade communityn 6 664 invånare och tätorten 5 948 invånare.